# Ubik
Ubik ist ein Science-Fiction-Roman von Philip K. Dick, der 1966 geschrieben und 1969 veröffentlicht wurde. Wie häufig bei Dick sind auch in Ubik mehrere Realitätsebenen ineinander verschachtelt und der Leser wird letztlich im Unklaren darüber gelassen, welche dieser Realitäten die tatsächliche ist.

## Inhalt
Ubik spielt in einer Zukunftswelt im Jahr 1992, in der Psi-Phänomene real existieren. Die Hauptpersonen des Romans sind die Mitarbeiter der Agentur von Glen Runciter. „Runciter Associates“ bietet die Dienste von „Antitalenten“ an, die telepathisch „talentierte“ oder mit anderen Psi-Fähigkeiten ausgestattete Menschen aufspüren und neutralisieren können. Diese Talente hingegen kann man bei einer anderen Agentur (der von Ray Hollis) mieten, hauptsächlich, um wirtschaftliche Unternehmungen auszuspionieren und zu unterwandern.
„Runciter Associates“ steht unter Druck: Etliche Talente von Hollis sind spurlos verschwunden und man hat keine Ahnung, wohin.
Joe Chip ist die zentrale Figur des Romans. Seine Aufgabe ist es, neue Antitalente für Runciter anzuwerben. Er wirbt Pat Conley an, die offenbar die Fähigkeit hat, in der Vergangenheit liegende Ereignisse verändern zu können. Chip hält Pat für sehr gefährlich.
Runciter bekommt den Auftrag, ein industrielles Projekt auf dem Mond zu schützen. Hollis’ Talente werden dort vermutet. Er reist mit viel Personal dorthin. Doch der Auftrag entpuppt sich als Falle: Auf dem Mond explodiert eine Bombe, die Glen Runciter tötet. Es gelingt der Gruppe, vom Mond zu fliehen und die Leiche Runciters mitzunehmen.
Beim Rückflug zur Erde beginnt ein „Degenerationsprozess“: Obwohl das Schiff fabrikneu ist, ist das Telefonverzeichnis an Bord veraltet. Auf der Erde angekommen, geben Kaffeeautomaten kalten Kaffee und verdorbene Milch aus. Münzen, die vor dem Abflug in Ordnung waren, sind nicht mehr gültig. Dinge altern schneller; außerdem entwickeln sich Gegenstände in ihre (historisch gesehen) frühere Form zurück. Wo, zum Beispiel, eben noch ein moderner Aufzug war, befindet sich ein altertümliches Modell mit schmiedeeiserner Gittertür. Dies passiert nicht synchron, so dass verschiedene Teile der Wirklichkeit nicht mehr zueinander passen.
Runciter wird in ein sogenanntes Moratorium gebracht. Dort ist es möglich, bei einem unmittelbar nach seinem Tod eingefrorenen Menschen die Gehirnaktivität aufrechtzuerhalten. So können Angehörige für einen begrenzten Zeitraum mit dem Toten kommunizieren. Runciter selbst hat vor seinem Tod mit seiner verstorbenen Frau Ella immer dann gesprochen, wenn wichtige Entscheidungen zu treffen waren. Es gelingt nicht, Runciter in diesen Zustand des „Halblebens“ zu versetzen.
Die Gruppe erhält aber auf den seltsamsten Wegen Nachrichten von Runciter, einen Zettel in einer zufällig ausgewählten Zigarettenschachtel in einem zufällig ausgewählten Supermarkt, eine Werbung auf einem Streichholzbriefchen, ein Graffito auf einer Toilette:
| „lean over the bowl and then take a dive all of you are dead. i am alive“ | „Beugt euch über die Schüssel und geht auf Tauchfahrt Ihr alle seid tot, ich bin am Leben“ |

Die Degeneration wird (fast) nur von den Mitgliedern der Gruppe wahrgenommen und nimmt immer gefährlichere Formen an. Schließlich zerfallen die ersten von ihnen innerhalb von Minuten zu Staub. Ein Heilmittel dagegen sei Ubik-Spray, teilt ihnen Runciter mit. Ubik selbst ist ein Produkt, das in verschiedenen Formen auftaucht. (Jedes Kapitel des Buches beginnt auch mit einem kurzen Werbetext für ein Produkt namens Ubik, jeweils versehen mit dem Hinweis, dass es „absolut sicher“ sei, wenn es „nach Vorschrift angewendet“ werde, und jedes Mal ist es etwas anderes: eine Biersorte, Rasierklingen, ein Deospray oder auch ein Leihhaus). Doch auch Ubik hat sich zurückverändert.
Joe Chip begibt sich auf die Suche nach Erklärungen für den Zerfall und die Botschaften. Hat in Wirklichkeit Runciter überlebt und die anderen sind tot? Ist die Degeneration auf das Verblassen der Hirnaktivitäten von Joe Chip und seiner Kollegen zurückzuführen, die im Moratorium eingefroren liegen? Und sind die Nachrichten Runciters seine Versuche, dort mit ihnen Kontakt aufzunehmen? Oder ist Pat Conley eine Agentin von Hollis und nutzt ihr Talent, um die Gruppe zu neutralisieren, sie in einer „Zeit- oder Wirklichkeitsblase“ gefangenzuhalten?
Dick wirft noch im letzten Absatz all diese Deutungen über den Haufen und lässt das Geschehen so noch seltsamer erscheinen. Auch wird der letzte Abschnitt nicht mehr mit einem Werbetext, sondern mit einer Selbstbeschreibung von Ubik eingeleitet:
„Ich bin Ubik. Ich war, bevor das Universum war. Ich habe die Sonnen und die Welten gemacht. Ich erschuf das Leben und das Land für das Leben. Ich lenke es hierhin, ich lenke es dorthin. Es bewegt sich nach meinem Willen, es tut, was ich sage. Ich bin das Wort und mein Name wird niemals ausgesprochen, der Name, den niemand kennt. Ich werde Ubik genannt, aber das ist nicht mein Name. Ich bin. Ich werde immer sein.“

## Verfilmung
Der Filmemacher Jean-Pierre Gorin beauftragte Dick im Jahr 1974, ein Drehbuch für einen Film zu schreiben. Dick stellte dies innerhalb eines Monats fertig, aber eine Verfilmung durch Gorin kam nicht zustande. Das Drehbuch wurde 1985 und nochmals 2008 unter dem Namen Ubik: The Screenplay veröffentlicht. Im Drehbuch gibt es mehrere Szenen, die nicht im Buch auftauchen, und auch der Rest ist leicht abweichend. Im Vorwort des veröffentlichten Drehbuches (von Tim Powers) wird darauf hingewiesen, dass Dick das Drehbuch absichtlich abweichend gestaltet habe.
2008 wurden die Filmrechte für Ubik von der Firma Celluloid Dreams gekauft.

## Software
Cryo Interactive Entertainment veröffentlichte 1998 ein an den Roman angelehntes Spiel mit dem Titel Ubik.

## Deutschsprachige Ausgaben
- Ubik (= Phantastische Bibliothek. Band 15). Suhrkamp, Frankfurt a. M. 1977, ISBN 3-518-06940-3 (Mit einem Nachwort von Stanisław Lem).
- Ubik. Heyne, München 2003, ISBN 3-453-87336-X (Im Anhang ein ebenfalls von Dick verfasstes Drehbuch, das nie umgesetzt wurde).